# تک خارو
تک خارو یک روستا در ایران است که در دهستان باقران شهرستان بیرجندواقع شده‌است.